# Simon Atelšek
Simon Atelšek, slovenski jezikoslovec, * 22. januar 1980, Slovenj Gradec
Rodil se je 22. januarja leta 1980 v Slovenj Gradcu. Leta 2005 je diplomiral na Oddelku za slovenistiko Filozofske fakultete v Ljubljani z nalogo Vpliv češkega izrazja iz Šafárikovega terminološkega slovarja (1853) na Cigaletovo Znanstveno terminologijo (1880). V študijskem letu 2004/2005 je bil na študijski izmenjavi na Karlovi univerzi v Pragi. Leta 2005/2006 je bil pripravnik na Centru za slovenščino kot drugi/tuji jezik. Opravil je tudi strokovni izpit za področje vzgoje in izobraževanja. Med leti 2006 in 2008 se je zaposlil kot bibliotekar v Osrednji knjižnici Mozirje, opravil je tudi strokovni izpit za področje bibliotekarstva. Od leta 2008 je zaposlen na Inštitutu za slovenski jezik Frana Ramovša ZRC SAZU, kot raziskovalec v Terminološki sekciji. Doktoriral je leta 2016, njegova doktorska disertacija nosi naslov Čebelarsko izrazje od 18. do srede 19. stoletja.
V svojem raziskovalnem delu se ukvarja s slovensko terminologijo, predvsem na področju čebelarstva, saj je tudi sam ljubiteljski čebelar. Odraz njegovega dela se kaže v terminološkem slovarju, terminoloških raziskavah, strokovnih člankih. Leta 2002 je na pobudo Čebelarske zveze Slovenije začel nastajati Čebelarski terminološki slovar (izšel 2008), ki velja za skupno delo Komisije za izdelavo čebelarskega terminološkega slovarja, katere del je bil tudi Simon Atelšek. Leta 2015 se je kot intervjuvanec udeležil oddaje Jezikovni pogovori, na radiu Slovenija. Leta 2017 je sodeloval  pri nastanku znanstvene monografije z naslovom Čebelarska pisna zapuščina Petra Pavla Glavarja. Leta 2018 je objavil strokovni članek z naslovom Starejši zapisi o čebelah in čebelarstvu v naših krajih ali Kdo je utiral pot Antonu Janši na Dunaj, ki je bil objavljen v Mohorjevem koledarju.
Lotil pa se je tudi pisanja izvirnih znanstvenih člankov, in tako leta 2014 v Jezikoslovnih zapiskih, zborniku Inštituta za slovenski jezik Frana Ramovša članek z naslovom Tvorbeni načini čebelarskega izrazja v Dajnkovem Čelarstvu (1831). Leta 2018 je napisal članek Antropomorfizem v starejšem čebelarskem izrazju, v katerem se osredotoča na strokovne izraze, ki zadevajo počlovečenje čebele. Leto kasneje je v Jezikoslovnih zapiskih, zborniku Inštituta za slovenski jezik Frana Ramovša izdal znanstveni članek z naslovom Navajanje prevzetih jezikoslovnih terminov in celovitost pojmovnih skupin v Cigaletovi Znanstveni terminologiji (1880).
Leta 2018 je bila kot slovenska beseda leta izbrana beseda čebela. Dr. Atelšek je v intervjuju poudaril, da je na področju čebelarstva besedišče posebno po tem, da ima zelo malo prevzetih besed. Po njegovih besedah Slovenci zelo spoštujemo čebelo, saj smo jo naredili sebi enako in jo počlovečili.